# أمير شابورزاده
أمير شابورزاده (19 سبتمبر 1982 بطهران في إيران - ) هو لاعب كرة قدم إيراني في مركز الهجوم. شارك مع منتخب إيران ب لكرة القدم ‏ ومنتخب إيران لكرة القدم. أما مع النوادي، فقد لعب مع إف إس في فرانكفورت وكيكرز أوفنباخ ونادي ستيل آذين ونادي هامبورغ وهانزا روستوك وEimsbütteler TV ‏ وFC Würzburger Kickers ‏ ونادي هامبورغ 2 ‏ وSportfreunde Lotte ‏.

## روابط خارجية
- أمير شابورزاده على موقع قاعدة بيانات كرة القدم.إي يو (الإنجليزية)
- أمير شابورزاده على موقع بيانات كرة القدم. دي إي (الألمانية)
- أمير شابورزاده على موقع ناشيونال فوتبول تيمز (الإنجليزية)
- أمير شابورزاده على موقع Soccerway.com (الإنجليزية)
- أمير شابورزاده على موقع عالم كرة القدم.نت (الإنجليزية)